# 81프로듀스
81프로듀스(일본어: エイティワンプロデュース)는 일본의 예능사무소로 주로 성우 매니지먼트를 하고 있다. 회사이름에서 81은 영어표기로 "에이티 원"이라고 한다.

## 개요
현재, 대기업의 성우 사무소이며, 다른 사무소에서 이적하는 성우가 많고, 숙련된 성우가 다수 소속하고 있다.
1981년 2월에 프로덕션 바오밥에서 독립하여 설립되었으며, 회사 이름은 설립연도에 유래되었다 한다.
설립에 있어서 아오니 프로덕션에서도 많은 성우가 이적해왔기 때문에 아오니 프로덕션으로부터 독립했다고 하는 견해도 있다.
NHK와의 관계가 강해서, 애니메이션, 나레이션, 외화 더빙, 교육 프로그램의 사회 등의 소속성우가 기용되는 일이 많다. 쇼각칸, 슈에이샤 프로덕션 제작의 애니메이션 작품에 캐스팅 협력을 맡는 일이 많다. 또한 최근에 많은 작품에서 음악제작을 담당하고 있는 HALF H·P STUDIO가 자회사이기도 하다.
또한, 81프로듀스 소속의 성우양성소 "81 액터즈 스튜디오"가 도쿄, 오사카 두 곳에 있으며, 이곳을 거쳐서 소속되어 데뷔한 성우도 꽤 많다.

## 성우명단

### 남성
| ㄱ - 겐다 텟쇼 ㄴ - 나가사와 토오루 - 나미키 신이치 - 나카기 류지 - 나카지마 요시키 - 나카니시 히데키 - 나카무라 다이키 - 나카무라 히데토시 - 나카야마 다이고 - 나카오 류세이 - 나토리 스스무 - 니시나 요헤이 - 니시모토 리이치 - 니시야마 코타로 ㄷ - 덴사카 츠토무 - 도자카 코조 ㄹ - 란즈베리 아서 ㅁ - 마츠다 유키 - 마츠바야시 다이키 - 마츠이 쇼고 - 모테기 마사루 - 미야지마 후미토시 - 미야케 켄타 - 미야타 코키 - 미키 신이치로 - 미토 타카시 | ㅅ - 사사키 노조무 - 사사키 히로오 - 사이토 소우마 - 사카구치 코이치 - 사카마키 미츠히로 - 사카이 케이코우 - 사쿠라이 타카히로 - 사쿠라이 토시하루 - 사토 마사요시 - 사토 토모시 - 세키 토시히코 - 세키네 노부아키 - 세키네 코지 - 센다 미츠오 - 소노베 케이이치 - 소데오카 아츠시 - 소마 유키토 - 소야 시게노리 - 스즈키 쿄스케 - 스즈키 키요노부 - 스즈키 타쿠마 - 시노하라 다이사쿠 - 시모야마 요시미츠 - 시모와다 히로키 - 시바모토 히로유키 ㅇ - 아키요시 토오루 - 야기 코세이 - 야기사와 쇼 - 야마구치 타카유키 - 야마모토 마사키 - 야마모토 타이스케 - 야마자키 켄타로 - 야스이 쿠니히코 - 에구치 타쿠야 - 에바라 마사시 - 오무로 마사유키 - 오사카 치카라 - 오오바야시 류스케 - 오오쿠라 마사아키 - 오오타 테츠하루 - 와타베 타케시 - 우가키 히데나리 - 우메즈 히데유키 - 우에노 요시히토 - 우에다 토시야 - 이시노 류조 - 이시이 히로아키 - 이자키 히사요시 - 이토 히로시 | ㅈ - 지츠카타 하야토 ㅊ - 츠보이 토모히토 - 츠지무라 마히토 - 츠치다 히로시 - 츠쿠이 쿄세이 - 치바 시게루 - 츠치다 레이오 ㅋ - 카나야 히데유키 - 카네마루 쥰이치 - 카네미츠 노부아키 - 카메이 사부로 - 카시이 쇼토 - 카와노 타케토시 - 카와모토 쿠니히로 - 카와스기 타카유키 - 카와시마 토쿠요시 - 카와카미 타카후미 - 카와쿠보 키요시 - 카유미 이에마사 - 카키하라 테츠야 - 카토기 사토시 - 켄 샌더스 - 코노 토모유키 - 코도 준야 - 코세키 하지메 - 쿠로다 타카야 - 쿠리야마 타쿠야 ㅌ - 타나베 토오루 - 타나카 켄 - 타니구치 유키 - 타카노하시 츠바사 ㅎ - 하타노 와타루 - 호리 카츠노스케 - 호리모토 히토시 - 후나츠 토시오 - 후지모토 유즈루 - 후지사키 시게야스 - 후지시로 유지 - 후쿠자와 료이치 - 히라노 토시타카 |

### 여성
| ㄱ - 고바야시 케이 - 고토 사오리 ㄴ - 나리타 사야카 - 나미오카 아키코 - 나오키 모에미 - 나카니시 미나미 - 나카니시 타마키 - 나카무라 히로미 - 나카지마 카요 - 나카지마 히로 - 네모토 케이코 - 노무라 마유미 - 니시 유코 - 니시무라 치나미 - 니시카와 하즈키 - 니와 시호리 ㅁ - 마미야 쿠루미 - 마에다 토시코 - 마츠오카 요코 - 마츠키 미유 - 마키구치 마유키 - 마키모토 아야노 - 마토리 카오리 - 모치즈키 히사요 - 모토 미나코 - 무나카타 마리코 - 무라카미 하루미 - 무카이 마리코 - 미야자키 유코 - 미야케 카야 - 미유키 사나에 - 미조베 유코 - 미즈가키 요코 ㅂ - 바바 스미에 ㅅ - 사사키 히나코 - 사이키 카오리 - 사이토 유코 - 사카다 이토 - 사쿠마 레이 - 사토 나루미 - 사토 아사코 - 세키야마 미사키 - 스구로 미와코 - 스기야마 이쿠미 - 스즈키 아키코 - 시노하라 에미 - 시라사카 미치코 - 시라쿠라 아사 - 시라토리 유리 - 시마무라 카오루 - 시바타 유미코 - 시바하라 치야코 - 시타야 노리코 | ㅇ - 아라키 카에 - 아사다 미에 - 아사다 요코 - 아사이 요시코 - 아스미 카나 - 아오야마 토우코 - 아카사키 치나츠 - 아키야 마루나 - 안도 아리사 - 야나가 카즈코 - 야마다 후시기 - 야마모토 마리아 - 야마시타 나나미 - 야마자키 이리나 - 에노모토 아츠코 - 오노데라 케이코 - 오다키 미에 - 오미무라 마유코 - 오츠카 미즈에 - 와쿠다 미하루 - 요네자와 마도카 - 우에다 레이나 - 우에다 준코 - 우에타케 카나 - 우카이 루미코 - 유나기 카요 - 유즈키 료카 - 유키 카즈야 - 이누이 모에 - 이시마루 유리코 - 이시무라 토모코 - 이시카와 히로미 ㅈ - 죠 마사코 ㅊ - 츠네마츠 아유미 - 츠지 카오리 - 츠츠 미나코 | ㅋ - 카와타 타에코 - 카츠라기 나나호 - 카츠키 마사코 - 카타오카 아즈사 - 카토 에미리 - 카토 유코 - 칸다 리에 - 코바야시 유코 - 코우다 카호 - 코죠 노조미 - 코즈키 미와 - 코지로 치에 - 코타니 토모코 - 쿠마가야 니나 - 쿠마이 모토코 - 쿠지라 - 키노시타 유코 - 키쿠치 쇼코 - 키쿠치 이즈미 - 키쿠치 타카코 ㅌ - 타니구치 와카코 - 타니구치 케이코 - 타오 미야코 - 타카다 유미 - 타카야마 미나미 - 타카쿠라 유카 - 타카하시 리에 - 타키자와 쿠미코 - 테라다 하루히 - 테라타니 미카 - 토도 마리 - 토모에 세이코 - 토요구치 메구미 - 토요시마 마사미 ㅎ - 하나가타 케이코 - 하라 사유리 - 하라시마 코즈에 - 하루이 유카 - 하제야마 메구미 - 한 케이코 - 핫토리 마키 - 호리구치 아스카 - 효도 마코 - 후루타 메구미 - 후지이 아사코 - 후지카와 유키코 - 후지하 아이카 - 히가 쿠미코 - 히가시 사오리 - 히구치 마사코 - 히로나카 쿠미코 - 하시 아후미 - 히사지마 시호 |

## 탈퇴 및 이적성우

### 남성
- 고토 사토루
- 나가노 아츠시
- 나가노 코이치 (프리랜서)
- 나무라 유키타로 (현소속: 켄유 오피스)
- 나카무라 슈세이 (은퇴)
- 나카하라 시게루 (현소속: 비포)
- 네모토 히사노리 (현소속: CSR Corporation)
- 노부시마 히로미치 (현소속: 켄유 오피스)
- 니시무라 토모히로 (프리랜서)
- 마츠오 켄지
- 마키노 요시키（TWO-MIX의 멤버인 나가노 시이나의 본명으로 1992년에 성우생활을 했었다.)
- 모기 시게루
- 미모토 마사키
- 미야자키 잇세이 (옛이름: TAB 프로덕션)
- 미우라 히로카즈 (현소속: 오피스 노자와)
- 미즈시마 유 (현소속: 노트 커뮤니케이션즈)
- 사이토 타카시 (소속중 사망)
- 사카이 테츠야 (현소속: 스튜디오 DH)
- 사쿠라이 타카히로 (현소속: 인텐션)
- 사토 료타로
- 사토 요시히로
- 시이바시 시게루 (소속중 사망)
- 야나다 키요유키 (현소속: D-Color）
- 야마가타 유키오 (현소속: 프랜드쉽 프로모션)
- 야스이 노보루
- 야스히로 (옛이름: 후지와라 야스히로, 현소속: 켄유 오피스)
- 야치 켄 (현소속: 오피스 노자와)
- 오가사와라 준
- 오가와 마사시 (은퇴)
- 오가타 분코
- 오보 타케시
- 오비 유키마사
- 오오시로 토오루
- 오오토모 나오토 (현소속: 오피스 노자와)
- 오오토모 류자부로(현소속: 아오니 프로덕션)
- 와타리 히로시 (현소속: 에어즈 록)
- 요가와 히사시
- 요네다 나오츠구 (현소속: 켄유 오피스)
- 우치다 나오야 (현소속: 리맥스)
- 이노우에 카즈히코 (현소속: B-Box (대표))
- 이토 류
- 이토 히로시
- 츠즈키 다이스케
- 카와다 신지 (현소속: 켄 프로덕션)
- 카토 키요시 (현소속: 오피스 노자와)
- 코마 마사카즈
- 코바야시 카즈야
- 쿠가 켄지 (현소속: 켄 프로덕션)
- 쿠니요시 마히토
- 쿠라구치 케이조
- 쿠보타 타카시
- 키시노 신이치 (현소속: Feydeau 극장)
- 키타야마 유타카
- 타나카 히로유키
- 타바타 히로토
- 타카기 히토시 (소속중 사망)
- 타카야마 츠토무 (현소속: TimelyOffice)
- 타카하시 료키치
- 하다 토모히코
- 하라사와 코우키 (현소속: 켄 프로덕션)
- 하야세 토시유키 (현소속: TimelyOffice)
- 호소카와 요시히사 (현소속: 오피스 노자와)
- 후루야 타카시
- 후쿠시 히데키 (현소속: 오피스 후쿠시(대표))

### 여성
- RINA
- 나가사와 미쿠
- 나루미 에리카 (옛이름: 혼다 치아키)
- 나카노 세이코 (은퇴)
- 나카츠카 레이
- 노자와 마사코 (현소속: 오피스 노자와(대표))
- 니시다 에리
- 닛타 아야카
- 다나카 유미
- 다이토 아키 (현소속: 아트 그룹）
- 데라시타 유키코
- 마츠야마 토모미
- 마키 아유미
- 모리 아이코
- 사다오카 사유리 (현소속: 프로덕션 에이스)
- 사사모리 치즈루
- 사이토 마미
- 사이토 세이코
- 사토 나나에
- 세이 치카
- 세키가와 마사미
- 시게마츠 아토리 (현소속: 프로덕션 도쿄 드라마하우스)
- 시라이시 후미코 (은퇴)
- 시미즈 아이 (현소속: 도쿄 배우 생활 협동조합)
- 시오노 안리（옛이름: 요시카와 유카코, 현소속: JTB 엔터테인먼트)
- 아다치 시노부 (현소속: 씨어터 에코)
- 아다치 아케미
- 아마노 유키코 (현소속: 우주식당)
- 아마코 마리
- 야나세 나츠미 (프리랜서)
- 야마구치 유리코 (프리랜서)
- 야스나가 사토코 (소속중 사망)
- 에구치 미사토
- 오야마다 코우
- 오카모토 나미 (현소속: 아크로스 엔터테인먼트)
- 오카모토 마야 (프리랜서)
- 와라가이 아사미（성우일은 은퇴. TV U 후쿠시마 아나운서→TV 오사카 아나운서)
- 요시다 리호코 (현소속은 오피스 노자와. 성우일은 은퇴하였다.)
- 유나 시즈카（현소속: 극단 유나 타임主宰）
- 유키에 레나 (현소속: 트리어스)
- 이사오 준코 (현소속: J .Island)
- 이시자키 카스코
- 이시하라 에리코 (은퇴)
- 이우라 아이
- 이케자와 하루나 (현소속: 오스카 프로모션)
- 이토 쿠미코 (프리랜서)
- 자코지 치유키
- 츠즈미 사츠키 (옛이름: 데구치 카요, 현소속: 아트비전)
- 치바 치에미 (현소속: 켄 프로덕션)
- 카가타 유코（은퇴）
- 카네코 유리코 (은퇴)
- 카와이 시노부
- 카와이 토모미
- 카와하라 카요코
- 카자마 리차.
- 카타우라 히로코 (현소속: 오피스 모리)
- 카토 레나
- 콘도 미츠요
- 쿠보 사유리
- 키쿠치 시호 (현소속: 리맥스)
- 키토 사토코 (현소속: 아트비전)
- 타니 유키
- 타치바나 미호코 (프리랜서)
- 타카다 나오미 (현소속: 오피스 노자와)
- 타케다 메구미
- 타케다 에리 (현소속: 페퍼 사운드)
- 타케우치 에리카
- 테즈카 히로미
- 혼나 요코 (현소속: 리맥스)
- 혼마 유카리 (현소속: 프로덕션 바오밥)
- 후지노 호노카
- 후지모토 카오루
- 후지야 유코 (프리랜서)
- 후쿠시마 오리네 (현소속: 워터 오리온(대표))
- 히다카 노리코 (현소속: 콤비네이션)
- 히라마츠 아키코 (현소속: 켄 프로덕션)

## 81프로듀스로부터 독립한 사무소
- 워터 오리온 (2004년)
- 오피스 노자와 (2006년)